# Jajarkot District
Jajarkot District er et af Nepals 75 administrative og politiske regioner, betegnet distrikter (lokalt betegnet district, zilla, jilla el. जिल्ला). Jajarkot er et distrikt i bakkeområdet Middle Hills, som ligger i Bheri Zone i Mid-Western Development Region.
Jajarkot areal er 2.230 km² og der boede ved folketællingen 2001 i alt 134.868 og i 2007 150.648 i distriktet. Distriktets politiske organ District Development Committee er sammensat gennem indirekte valg, med repræsentation fra hver af de 9-17 administrative enheder ilakaer, hvert distrikt er opdelt i. 
Jajarkot District er endvidere opdelt i 30 udviklingskommuner (lokalt navn: Gaun Bikas Samiti (G.B.S.) el. Village Development Committee (VDC)), hvoraf byer med over 10.000 indbyggere kategoriseres som købstæder (municipalities). 
Jajarkot District er udviklingsmæssigt – gennem anvendelse af FN og UNDP's Human Development Index – kategoriseret som nr. 71 ud af Nepals 75 distrikter.

## Eksterne links
- Kort over Jajarkot District (engelsk)
- Jajarkot District sundhedsprofil – fra FN-Nepal (på engelsk) Arkiveret 30. september 2007 hos  Wayback Machine

28°47′00″N 82°13′00″Ø / 28.7833°N 82.2167°Ø